# Upplands runinskrifter 157
Upplands runinskrifter 157 är ett vikingatida runstensfragment av ljus kornig granit i Lissby, Täby socken och Täby kommun. Fragmentet är 44 gånger 33 centimeter. Fyra fragment hittades 1930, men alla fragment utom ett runlöst har senare konstaterats tillhöra U 155. U 157 förvaras i biblioteket i Täby centrum.